# RPM (álbum)
RPM, popularmente conhecido como Quatro Coiotes, é o segundo álbum de estúdio da banda de rock brasileira RPM. O álbum foi lançado pelo selo CBS/Sony em 4 de abril de 1988. Foram produzidas 250 mil cópias iniciais do álbum.

## O Álbum
Separados há mais de seis meses, a banda ressurgia aparentemente mais amadurecida, com um disco essencialmente com base na percussão (do brasileiro Paulinho da Costa, radicado nos Estados Unidos). O som é estritamente alto, com o instrumental sobrepondo-se às letras (todas, exceto "Ponto de Fuga", de Paulo Ricardo). Destacam-se também o erotismo de "A Dália Negra" e também a critica social de "O Teu Futuro Espelha Essa Grandeza", com participação de Bezerra da Silva. "Partnes" permaneceu em primeiro lugar nas paradas por algumas semanas.
O disco foi muito elogiado pela crítica considerando uma das obras mais bem construída do rock nacional, o público esperava que RPM manteria o mesmo estilo synth-pop dos 3,7 milhões de discos vendidos Rádio Pirata ao Vivo, criticando novo formato que a banda adotou refletindo na sua comercialização. Críticos musicais do Brasil e outros países consideraram a obra além do seu tempo e não compreendido, por isso é classificado como "um dos" ou talvez o melhor disco do rock nacional.

## Faixas
1. "Quatro Coiotes" (Fernando Deluqui; Luiz Schiavon; Paulo Ricardo): 4:58
2. "A Dália Negra" (Luiz Schiavon; Paulo P.A. Pagni; Paulo Ricardo): 2:40
3. "Um Caso de Amor Assim..." (Fernando Deluqui; Paulo P.A. Pagni; Paulo Ricardo): 2:47
4. "Ponto de Fuga" (Fernando Deluqui; Luiz Schiavon; Paulo Ricardo; Péricles Cavalcanti): 3:05
5. "Partners" (Luiz Schiavon; Paulo P.A. Pagni; Paulo Ricardo): 3:24
6. "A Estratégia do Caos" (Fernando Deluqui; Luiz Schiavon; Paulo Ricardo): 3:47
7. "Sete Mares" (Fernando Deluqui; Luiz Schiavon; Paulo Ricardo): 3:15
8. "Quarto Poder" (Luiz Schiavon; Paulo Ricardo): 2:59
9. "O Teu Futuro Espelha Essa Grandeza..." (Fernando Deluqui; Luiz Schiavon; Paulo P.A. Pagni; Paulo Ricardo): 3:24
10. "Show It to Me" (Paulo P.A Pagni; Paulo Ricardo): 4:49

## Integrantes
- Paulo Ricardo: Voz, baixo e violão
- Fernando Deluqui: Guitarra, violão e vocais
- Paulo P.A. Pagni: Bateria, percussão e vocais
- Luiz Schiavon: Teclados

## Músicos convidados
- Paulinho Da Costa: Percussão
- Bezerra da Silva: Vocais em "O Teu Futuro Espelha Essa Grandeza..."